# Артур Копіт
Артур Копіт (англ. Arthur Kopit, при народженні Артур Лі Кеніг англ. Arthur Lee Koenig; 10 травня 1937, Нью-Йорк — 2 квітня 2021, там само) — американський драматург.

## Життєпис
Народився 10 травня 1937 року у Нью-Йорку в родині Генрі Кеніга та Максін Дубін. Батьки розлучилися коли йому було лише два роки. Копіт — прізвище його вітчима Джорджа Копіта, другого чоловіка матері. Навчався на інженера в Гарвардському університеті, який закінчив 1959 року. Його перші п'єси були поставлені ще в студентські роки.
Двічі ставав фіналістом Пулітцерівської премії за п'єси «Індіанці» та «Крила», але лауреатом так і не став. Тричі номінувався на премію Тоні. Найбільш відомі п'єси: «Тато, тато, бідний тато, ти не вилізеш із шафи, ти повішений нашою мамою між платтям і піжамою», «Кінець світу з подальшим симпозіумом», «Індіанці» та «Крила». Крім того, відомий як автор мюзиклу «Дев'ять», заснованому на фільмі Федеріко Фелліні «Вісім з половиною».
1968 року одружився з піаністкою Леслі Енн Геріс. У пари народились троє дітей — Алекс, Бен та Кет. Шлюб тривав до смерті драматурга.
Артур Копіт помер 2 квітня 2021 року у Нью-Йорку в 83-річному віці.

## Твори
- 1963 — Тато, тато, бідний тато, та не вилізеш із шафи, ти повішений нашою мамою між платтям і піжамою (п'єса) / Oh Dad, Poor Dad, Mamma's Hung You in the Closet and I'm Feelin' So Sad
- 1965 — Камерна музика (п'єса) / Chamber Music
- 1969 — Індіанці (п'єса) / Indians
- 1978 — Крила (п'єса) / Wings
- 1982 — Дев'ять (мюзикл) / Nine
- 1982 — Добру допомогу важко знайти (п'єса) / Good Help is Hard to Find
- 1984 — Кінець світу з подальшим симпозіумом (п'єса) / End of the World with Symposium to Follow
- 1991 — Шлях до Нірвани / Road to Nirvana
- 1991 — Успіх / Success
- 1992 — Привид (мюзикл, на основі романа «Привид Опери» Гастона Леру) / Phantom
- 1998 — Вище товариство (мюзикл) / High Society
- 2000 — 2000 рік (п'єса) / Y2K

## Екранізації
- 1976 — Баффало Білл та індіанці (реж. Роберт Олтмен, у ролях Пол Ньюмен, Джеральдіна Чаплін, Гарві Кейтель, Джоел Грей та Берт Ланкастер).
- 1986 — Кінець світу з подальшим симпозіумом (реж. Тетяна Ліознова, у ролях Вадим Андреєв, Армен Джигарханян, Надія Рум'янцева, Олег Табаков та Еммануїл Віторган).
- 2009 — Дев'ять (реж. Роб Маршалл, у ролях Деніел Дей-Льюїс, Джуді Денч, Ніколь Кідман, Маріон Котіяр, Пенелопа Крус, Софі Лорен, Кейт Гадсон та Фергі).